# Município de Richland (condado de Defiance, Ohio)
O município de Richland (em inglês: Richland Township) é um município localizado no condado de Defiance no estado estadounidense de Ohio. No ano de 2010 tinha uma população de 2.920 habitantes e uma densidade populacional de 31,49 pessoas por km².

## Geografia
O município de Richland encontra-se localizado nas coordenadas 41° 17′ 54″ N, 84° 16′ 50″ O. Segundo a Departamento do Censo dos Estados Unidos, o município tem uma superfície total de 92.72 km², da qual 90,6 km² correspondem a terra firme e (2,28 %) 2,12 km² é água.

## Demografia
Segundo o censo de 2010, tinha 2.920 habitantes residindo no município de Richland. A densidade populacional era de 31,49 hab./km². Dos 2.920 habitantes, o município de Richland estava composto pelo 94,69 % brancos, o 1,68 % eram afroamericanos, o 0,07 % eram amerindios, o 0,24 % eram asiáticos, o 1,92 % eram de outras raças e o 1,4 % eram de uma mistura de raças. Do total da população o 5,58 % eram hispanos ou latinos de qualquer raça.